# B.League
B.League (înainte de 2007 Dhaka League) este primul eșalon din sistemul competițional fotbalistic din Bangladesh.

## Cluburile sezonului  2010-11
- Abahani Limited (Chittagong)
- Abahani Limited (Dhaka)
- Arambagh KS (Dhaka)
- Brothers Union (Dhaka)
- Farashganj SC (Dhaka)
- Feni Sokar Club (Feni)
- Mohammedan Sporting Club (Chittagong)
- Mohammedan Sporting Club (Dhaka)
- Muktijoddha Sangsad KC (Dhaka)
- Rahmatganj MFS (Dhaka)
- Sheikh Russel KC (Dhaka)
- TBD
- TBD

### Retrogradate în sezonul 2009-10
- Beanibazar SC (Sylhet)
- Shukhtara Jubo Sangsad (Narayanganj)

## Foste campioane

### Dhaka League
| - 1948: Victoria SC - 1949: East Pakistan Gymkhana - 1950: Dhaka Wanderers - 1951: Dhaka Wanderers - 1952: Bengal Government Press - 1953: Dhaka Wanderers - 1954: Dhaka Wanderers - 1955: Dhaka Wanderers - 1956: Dhaka Wanderers - 1957: Mohammedan Sporting Club - 1958: Azad Sporting | - 1959: Mohammedan Sporting Club - 1960: Dhaka Wanderers - 1961: Mohammedan Sporting Club - 1962: Victoria SC - 1963: Mohammedan Sporting Club - 1964: Victoria SC - 1965: Mohammedan Sporting Club - 1966: Mohammedan Sporting Club - 1967: East Pakistan IDC - 1968: East Pakistan IDC - 1969: Mohammedan Sporting Club | - 1970: East Pakistan IDC - 1971/72: neterminat - 1973: Bangladesh JIC (same as EPIDC pre-1971) - 1974: Abahani KC (Dhaka) - 1975: Mohammedan Sporting Club - 1976: Mohammedan Sporting Club - 1977: Abahani KC (Dhaka) - 1978: Mohammedan Sporting Club - 1979: BJMC (Bangladesh Jute Mill Corp., same as BJIC and EPIDC) - 1980: Mohammedan Sporting Club | - 1981: Abahani KC (Dhaka) - 1982: Mohammedan Sporting Club - 1983: Abahani KC (Dhaka) - 1984: Abahani KC (Dhaka) - 1985: Abahani KC (Dhaka) - 1986: Mohammedan Sporting Club - 1987: Mohammedan Sporting Club - 1988/89: Mohammedan Sporting Club - 1989/90: Abahani KC (Dhaka) - 1991: nu s-a disputat - 1991/92: Abahani KC (Dhaka) |

### Campionat național
- 2000: Abahani Limited  (Dhaka)
- 2001/02: Mohammedan Sporting Club
- 2003: Muktijoddha Sangsad KC
- 2004: Brothers Union
- 2005/06: Mohammedan Sporting Club

### B.League
- 2007: Abahani Limited (Dhaka)
- 2008/09: Abahani Limited (Dhaka)
- 2009/10: Abahani Limited (Dhaka)